# Demerje
Demerje je naselje koje se nalazi u zapadnom dijelu Grada Zagreba, neposredno uz naselja Lučko i Hrvatski Leskovac. Nalazi se u gradskoj četvrti Brezovica.

## Ime
Prema Ranku Pavlešu ime dolazi od starijeg oblika Temerje, kako se isprva selo zvalo, i čije značenje nije razjašnjeno, ali je po svoj prilici istog porijekla kao i Temerin. Gradišćanski Hrvati ovaj su naziv u njegovom starijem obliku Temerje donesli sa sobom u Gradišće (današnja Mađarska).
Prema Milanu Šenoi u "O Zagrebu koješta", Dora Krupićeva, Zagreb, 2001., na strani 15 stoji: ... Preko Save ima dvije tri kuće, koje potječu još od onda kada su tu bili Francuzi, pa se naselje zove Demerje "demeure" tj.francuski "odmaralište" ...Poslijednja teorija je ta da ime dolazi od izraza "de merje" tj. "gdje umire", jer se smatra da su se u vrijeme turaka poginuli vojnici zakapali na tom području. Isto tako su imena dobila naselja Hrvatski Leskovac ( od riječi lijes i kovač) i Hudi Bitek (ljuti boj).

## Stanovništvo
Prema popisu stanovništva iz 2001. godine, naselje je imalo 634 stanovnika te 186 obiteljskih kućanstava.

Prema popisu stanovništva 2011. godine, naselje je imalo 721 stanovnika.
| broj stanovnika | 406   | 473   | 482   | 521   | 645   | 693   | 633   | 752   | 685   | 622   | 636   | 605   | 596   | 612   | 634   | 721   | 737   |
|                 | 1857. | 1869. | 1880. | 1890. | 1900. | 1910. | 1921. | 1931. | 1948. | 1953. | 1961. | 1971. | 1981. | 1991. | 2001. | 2011. | 2021. |

Od 1857. do 1880. sadrži podatke za naselje Hrvatski Leskovac.
Većina stanovništva bavi se poljoprivredom u malim seoskim domaćinstvima.

## Kultura
- Kulturno umjetničko društvo Orač, njeguje stare običaje iz svih dijelova Republike Hrvatske.

## Znamenitosti
U Demerju je smještena Kapelica sv. Petra i Pavla.